# Accordo di Doha (2008)
L'accordo di Doha è un accordo raggiunto tra le fazioni libanesi rivali  il 21 maggio 2008 a Doha, in Qatar. L'accordo mette fine alla crisi politica durata 18 mesi in Libano.
Dopo la battaglia scoppiata dalla crisi politica prolungata, l'emiro qatariota Hamad bin Khalifa al-Thani (sovrano del Qatar dal 1995 al 2013) ha invitato tutti i partiti politici libanesi nella sua capitale per raggiungere un accordo, con l'obiettivo di mettere fine alla crisi politica ed evitare un'eventuale guerra civile.